# João Augusto da Silveira
João Augusto da Silveira (ur. 26 stycznia 1883, w Murici w brazylijskim stanie Alagoas, zm. 14 maja 1968) – duchowny protestancki, pastor Kościoła Adwentystów Dnia Siódmego. Pod wpływem doświadczeń charyzmatycznych wśród brazylijskich adwentystów, które wydarzyły się 24 stycznia 1932 r. (tzw. Chrztu w Duchu Świętym - uzdrawianie chorych, prorokowanie, glosolalia itp.), założył Kościół Adwentystów Obietnicy.